# Jan Suchopárek
Jan Suchopárek (23 de setembro de 1969) é um treinador ex-futebolista profissional tcheco que atuava como defensor.

## Carreira
Jan Suchopárek representou a Seleção Checa de Futebol, na Eurocopa de 1996. 

## Títulos

### Clubes
Dukla Prague
- Czechoslovak Cup (1) : 1989/90

Slavia Prague
- Czech First League (1) : 1995–96
- Czech Cup (1) : 2001–02

Strasbourg
- Coupe de la Ligue (1) : 1997